# استان مسکو

استان مسکو در نقشهٔ روسیه.

استان مسکو (به روسی: Моско́вская о́бласть، Подмоско́вье، تلفظ: ماسکُوْسکایا اُبلاست) یکی از واحدهای فدرالی کشور روسیه با مساحتی حدود ۴۴۳۲۹ کیلومتر مربع است. این استان به‌طور رسمی ۱۶ بخش و ۴۴ شهر بجز شهر مسکو را شامل می‌شود.
استان مسکو رسماً در ۱۴ ژانویه ۱۹۲۹ تشکیل شد و از شمال و شمال غرب با استان تِوِر، از شرق و شمال شرق با استان ولادیمیر، از جنوب با تولا، از جنوب غرب با کالوگا و از غرب با اسمولِنسک مرز مشترک دارد.
جمعیت این استان بنا بر جدیدترین آمار، ۷۵۹۶۳۳۶ نفر است.
استان مسکو از پرتراکم‌ترین استان‌های روسیه محسوب می‌شود و شامل شهر مسکو نمی‌شود اما مرکز آن شهر مسکو است مانند وضعی که در مورد استان سنت‌پطزبورگ و شهر سنت‌پطرزبورگ همان کشور یا استان ریف دمشق و شهر دمشق در سوریه وجود دارد.